# Johann Leonhard Frisch
Pour les articles homonymes, voir Frisch.
Johann Leonhard Frisch est un linguiste, un naturaliste et un entomologiste allemand, né le 19 mars 1666 à Sulzbach et mort le 21 mars 1743  à Berlin.

## Biographie
Frisch fréquente les universités d'Altdorf en 1683, de Iéna en 1686 et de Strasbourg en 1688. Il étudie la théologie afin de devenir prêtre. Il voyage alors en Autriche, en Hongrie et en Turquie, et décide de devenir instituteur.
Il se marie avec Sophie Elisabeth Dornmann en 1699 dont il aura huit enfants dont Philipp Jacob (1702-1753), Ferdinand Helffrich et Jodocus Leopold.
En 1691, il est assistant-évangélisateur en Hongrie. En 1693, il crée une ferme et voyage aux Pays-Bas.
À partir de 1699, il enseigne au lycée berlinois du monastère franciscain, puis devient assistant du directeur en 1708 et enfin, en 1727, directeur, fonction qu'il conserve jusqu'à sa mort.
Il fait une œuvre pionnière dans le domaine de la linguistique comparative et notamment sur le slave (l'une des premières recherches du genre en Allemagne).
C'est lors de son installation à Berlin qu'il commence à s'intéresser à l'histoire naturelle et notamment aux insectes et aux oiseaux d'Allemagne. Frisch constitue alors une collection privée qui deviendra fameuse et constituera le noyau pour le muséum de l'Académie royale des sciences de Prusse. Frisch s'intéresse non seulement aux questions de classification des espèces mais aussi à l'étude de leur comportement et de leurs interrelations écologiques. Il connaît et cite les travaux de Redi, Swammerdam et van Leeuwenhoek. Ses observations portent sur les interactions entre les insectes parasites et leurs hôtes. Il montre en particulier que le développement des animaux ou des végétaux peut être retardé sous l'action de leurs parasites. Il fonde la première exploitation de vers à soie en Allemagne et fait pousser le premier mûrier en Prusse.
Il est ami de Gottfried Wilhelm Leibniz.

## Liste partielle des publications
- 1712 : Neues frantzösisch-teutsches und teutsch-frantzösisches Wörter-Buch
- 1720-1766 : Beschreibung von allerley Insecten in Teutsch-Land: nebst nützlichen Anmerckungen und nöthigen Abbildungen von diesem kriechenden und fliegenden inländischen Gewürme, Nicolai, Berlin
- 1727-1736 : Historia linguæ sclavonicæ.
- 1741 : Teutsch-Lateinisches Wörter-Buch (2 vol.)
- 1763 : Vorstellung der Vögel Deutschlandes und beyläufig auch einiger Fremden